# 1931 en Ontario
Chronologie de l'Ontario
- 1927
- 1928
- 1929
- 1930
- 1931
- 1932
- 1933
- 1934
- 1935

Cette page concerne des événements d'actualité qui se sont produits durant l'année 1931 dans la province canadienne de l'Ontario.

## Politique
- Premier ministre : George Stewart Henry (Parti conservateur)
- Chef de l'Opposition: W. E. N. Sinclair (Parti libéral)
- Lieutenant-gouverneur: William Donald Ross (en) puis William Mulock (en)
- Législature: 18e (en)

## Événements

### Novembre
- 12 novembre : ouverture du Maple Leaf Gardens à Toronto.

## Naissances
- 22 mars : Monte Kwinter (en), député provincial de Wilson Heights (en) (1985-1999) et York-Centre (depuis 1999).
- 25 mars : Jack Chambers, peintre et réalisateur († 13 avril 1978).
- 2 avril : Howard Engel, journaliste, producteur de radio et écrivain.
- 19 avril : Walter Stewart (en), journaliste († 15 septembre 2004).
- 25 mai : Herb Gray, député fédéral d'Essex-Ouest (1962-1968) et Windsor-Ouest (1968-2002) († 21 avril 2014).
- 30 juin : Joyce Wieland, peintre et réalisateur († 27 juin 1998).
- 7 juillet : Charles Alexander Best (en), député fédéral de Halton (1957-1962) († 25 mars 1978).
- 10 juillet : Alice Munro, écrivain.
- 8 octobre : Isadore Sharp (en), écrivain et homme d'affaires.

## Décès
- 10 juillet : Louise McKinney, militante et première femme députée à l'Assemblée législative de l'Alberta et au Canada de Claresholm (1917-1921) (° 22 septembre 1868).